# مسجد قبة الزوم
مَسْجِد قُبَّة بَيْت ٱلْزُّوْم أو مَسْجِد قُبَّة ٱلشَّيْخ يَعْقُوْب ٱلْزُّوْم مسجد تاريخي في جبلة بـاليمن، أنشئ في سنة 921 الهجرية.
يعد هذا المسجد أحد المساجد التي إنشاءها محمد بن أدريس الحبيشي وواحد من أثنين تتبع في تخطيطاتها طراز مساجد القبة الکبيرة التي تغطي رواق القبلة، أما المسجد الثاني والذي يحمل نفس الاسم فيقع في مديرية حبيش في قرية ظلمة حبيش إلى الشمال الغربي من مدينة إب. وقد أفرد الباني للمسجد وثيقة احتوت على الأراضي والعقارات التي أوقفت على المسجد محددة تحديداً دقيقاً، وأشارت الوثيقة إلى کل المصارف التي حددها المُوقف على المسجد وعلى قَيِّم المسجد والمدرسين والأيتام وكذلك کل ما يتعلق بخدمات المسجد.